# Христо Явашев – Кристо
Христо Владимиров Явашев (известен като Кристо) е американски скулптор, художник и авангардист от български произход.
Прославя се заедно със съпругата си Жан-Клод дьо Гийебон с оригиналните си пространствени художествени инсталации, опаковащи с плат различни предмети – от пишеща машина и телефон до цели сгради, острови и дори крайбрежие. Негови работи са опаковането на сградата на Райхстага в Берлин и на Пон Ньоф – най-стария мост в Париж, опъването на 38-километрови платнени завеси в Калифорния и разполагането на платнени портали в Сентръл парк в Ню Йорк.

## Биография
Роден е в Габрово на 13 юни 1935 г. По бащина линия дядо му е от стар разградски род – академик Анани Явашов, открил руините на древния римски град Абритус, а баба му Антонина Трунечекова е чехкиня (сестра на художника Вацлав Трунечек). Баща му Владимир Явашев е роден във Варна, дипломира се като инженер във Виена. Леля му Дора Явашева е съпруга на видния български политик Иван Багрянов.
Майка му Цвета Димитрова е родом от Солун, дъщеря на голям македонски търговец, убит, чието семейство успява да избяга в България през 1913 г. По-късно тя работи като секретарка в Художествената академия, а през 1930 г. се запознава в Габрово с инж. Явашев и стават семейство. Често приятелите ѝ: художници, скулптури, писатели и артисти, им гостуват в Габрово, а когато започват бомбардировките над София, тя кани много от тях да живеят в дома им.
Христо има 2 братя – по-големия Анани Явашев, станал известен актьор, и по-малкия Стефан Явашев, инженер, дългогодишен директор на химическото соц-предприятие „Верила“ и изобретател на препарата за миене на чинии „Веро”. Владимир Явашев, син на Анани, през последните 30 години е в екипа на Кристо, който преди смъртта си му поверява реализацията на недовършения проект – обвиването на Триумфалната арка в Париж.
В онези години се прави семеен театър (в който участват с приятели), самиздат списание „Български театър“, Христо е в кръжок по рисуване, взима уроци по живопис и скулптура. По-късно разказва, че рисувал непрекъснато и всичко, разглеждал книгите на големите майстори и нямало за него по-интересно нещо и в училището, и в гимназията.
В Габрово баща му има текстилна фабрика – „Химия и индустрия“, която през 1947 г. е национализирана, както и семейният дом. Бащата е обвинен, че е „саботьор“, унищожил социалистическа продукция (всъщност пиян работник неправилно обработил и похабил няколко топа плат), осъден и изпратен в затвор. Освободен е през 1950 г. и семейството напуска Габрово, преселва се в Пловдив.
След като завършва средното си образование в Пловдив, Христо Явашев от 1952 година следва в Художествената академия (тогава ВИИИ „Н. Павлович“) в София. „Обучението там беше базирано на модела от 19 век“, казва той по-късно. През 1956 г. емигрира. В писмо до брат си обяснява причините, довели до решението му:
| „ | Повече не издържам. Няма никакъв смисъл да се срещам с хора, които цели четири години (в Художествената академия в София, б.ред.) така и не ме разбраха; хора-егоисти, които ме унижават и си въобразяват, че само те разбират от изкуство. Изкуство, което е долна лъжа и цинична безсмислица – това изобщо не може да бъде никакво изкуство. Аз съм художник и искам да правя изкуство, което в България се оказа невъзможно. | “ |

Първоначално Христо отива в Прага, Чехословакия (септември 1956 г.) при роднини. След нахлуването на съветските войски в Унгария той успява да избяга нелегално в Австрия и става политически бежанец. И в Прага, и във Виена работи какво ли не – мие чинии, почиства автомобили, има успехи като портретист („имах дарба в изобразяването на деца и жени“). Заминава за Женева, а през 1958 г. пристига в Париж.
В Париж, правейки портрет на съпругата на генерал дьо Гийебон, се запознава с дъщеря ѝ. Това е бъдещата му съпруга Жан-Клод дьо Гийебон (Jeanne-Claude Denat de Guillebon), с която по съвпадение са родени в един и същи ден и която започва да работи с него. „Аз правя това, защото обичам Христо. Ако той беше зъболекар, щях да се занимавам със зъболекарство“ е едно прочуто нейно изказване. Имат син, Сирил.
В досието на Христо, водено от българската Държавна сигурност, след неговото бягство е записано: „Няма да бъде завеждано съдебно дело, защото не притежава никакви материални ценности в страната“. В продължение на десетилетия контактите му с близките са възпрепятствани – цели 27 години не е разрешено на братята да се срещнат, на Христо не го пускат в България, когато майка му умира, да види баща си, затова Жан-Клод идва сама в България да го види вместо него, посещава и любимите му места (1982 г.).
През годините в България много се спекулира на тема защо Христо не говори на български. На пресконференция в Ню Йорк, когато френски журналист задава въпрос на френски към Жан-Клод, Христо заявява: „Аз съм българин, Жан-Клод е французойка, но Ню Йорк е нашето място и ние сме взели решение да говорим само на английски, което е широко известно, и няма да отговаряме на родните си езици“. Друг журналист споделя, че когато го заговорил на български, Кристо го прекъснал с думите, че не е редно, тъй като Жан-Клод не разбира този език и ще е неудобно, ако ги чуе. Същевременно при работа с българи по проекти той говори на родния им език.
Жан-Клод умира от мозъчен кръвоизлив на 18 ноември 2009 г.
Христо Явашев почива на 31 май 2020 г. в дома си в Ню Йорк.

## Творчество
Кристо и Жан-Клод използват като художествен похват опаковането на предмети – от пишеща машина и телефон до мостове и цели сгради: Кунстхал (Берн, 1968), Музея за съвременно изкуство (Чикаго, 1969), Пон Ньоф (Париж, 1985), Райхстага (Берлин, 1995) и др. Но много техни произведения не са свързани с опаковането, например Желязната завеса (1962), Завеса в долината (1972), Бягащата ограда (1976), Обградените острови (1983), Чадърите (1991), Портите (2005), Плаващите кейове (2016) и др. Както отбелязват в своя сайт, общото и най-съществено за творбите им е използването на плат, тъкан, текстил – на крехки, сетивни и временни материали, които предават временния характер на произведенията на изкуството.
Кристо и Жан-Клод асоциират краткото съществуване на своите творби с нежността и любовта, които човешките същества изпитват към всичко временно, нетрайно – каквото е и детството, и самият живот, и искат да предадат тези чувства към творбите си като допълнително естетическо качество. „Фактът, че работата не остава, създава спешност да я видим. Например, ако някой каже: „О, погледни вдясно, има дъга“, човек никога не би отговорил: „Ще я погледна утре“. Някои характеризират изкуството им като Environmental Art, изкуство на средата. Всички творби съществуват ограничено време и е невъзможно да бъдат запазени – с което са сродни с „пърформанс артс“.
Творците не смятат, че скриват предмета от света – напротив, разкриват го в различни измерения. Неговите контури все още са там, самият предмет – също, но начинът, по който той се възприема, е различен. Творбите им са способни да „разкриват, като скриват“ паметниците (Франк Ристер).

## Финансиране
За всеки свой проект Кристо и Жан-Клод се борят упорито, понякога в продължение на години и десетилетия, като разясняват проектите си на общинари, политици, еколози, граждани. Всички произведения са финансирани със собствени средства, но самите те не са обект на продажба; не продават билети, творбите им са предоставени свободно на всички. Кристо отбелязва: „Никой не може да купи тези произведения, никой не може да ги притежава, никой не може да ги продава на пазара, никой не може да продава билети да ги видят ... Нашата работа говори за свобода“. Творците не се представляват от агенции и не са свързани с дарения, подкрепа, реклама. Приходи няма и от продажба на плакати, на автографи, на сувенири, на книги или филми. Доходите им са единствено от скиците и подготвителните рисунки на Кристо за работите им, които се ценят и се продават на високи цени.
Корпорацията C.V.J. (Christo Vladimirov Javacheff) е основана на 17 август 1982 г. като американско юридическо лице в Уилмингтън, Делауеър, а през септември същата година е основан неин клон в Ню Йорк. За всеки нов проект се създава трето ниво – дъщерна корпорация – която извършва оперативната работа. Всъщност символичният капитал и основен актив на корпорация C.V.J. е талантът на Кристо и всяко негово произведение има двоен статут на произведение на изкуството и финансов инструмент, който може да служи за гаранция срещу кредит от банките. През 2006 г. в изследване на Харвард бизнес скул по повод проекта „Портите“ е направен анализ на превръщането на рисунките и колажите във финансов инструмент.

## Памет
На Христо Явашев – Кристо е наречена улица в квартал „Гоце Делчев“ в София (Карта).

## Проекти
Най-важни реализирани проекти
- 1961 Подредени петролни варели и пакетажи в пристанището, пристанище на Кьолн
- 1962 Желязната завеса – стена от петролни варели, улица Висконти, Париж, 1961 – 1962
- 1964 Магазинни витрини
- 1968 Пакет от 5600 куб. м., Documenta 4, Касел, 1967 – 1968
- 1968 Опакован фонтан и опакована средновековна кула, Сполето
- 1968 Опакованата галерия в Берн
- 1969 Опакованият бряг, Литъл бей, Сидни, Австралия
- 1969 Amerika-Haus Heidelberg, Немско-американски институт в Хайделберг, 15 май 1969
- 1969 Опакованият Музей за съвременно изкуство, Чикаго
- 1970 Опакованият паметник на Виктор Емануил II, Piazza del Duomo, Милано, 1969 – 1970
- 1970 Опакованият паметник на Леонардо да Винчи, Piazza della Scala, Милано, 1969 – 1970
- 1971 Проект mon SCHAU в Моншау, Германия
- 1972 Завеса в долината, Рафъл, Колорадо, 1970 – 1972
- 1972 Участие в Documenta 5 в Касел
- 1974 Брегова линия, Нюпорт, Род Айлънд
- 1974 Опакованите римски градски стени (Porta Pinciana), Рим, 1973 – 1974
- 1976 Бягащата ограда, Калифорния, 1972 – 1976
- 1977 Участие в Documenta 6 в Касел
- 1978 Опакованите алеи, Loose Park, Канзас сити, 1977 – 1978
- 1983 Обградените острови, залив Бискейн, Маями, Флорида, 1980 – 1983
- 1985 Опакованият Пон Ньоф, Париж, 1975 – 1985
- 1991 Чадърите, Япония – САЩ, 1984 – 1991
- 1995 Опакованият Райхстаг, Берлин, 1971 – 1995
- 1998 Опаковани дървета, фондация Байелер и парк Беровер, Риен, Швейцария, 1997 – 1998
- 1999 Стена от 13 хиляди петролни варела, Gasometer Oberhausen, Оберхаузен, 1998 – 1999
- 2005 Портите, Сентръл парк, Ню Йорк Сити, 1979 – 2005
- 2013 Голям въздушен пакет, Gasometer Oberhausen, Оберхаузен, 2010 – 2013
- 2016 Плаващите кейове, езеро Изео, Италия

## Галерия
- „Опаковани кутии за боя“
- „Завесата“, Колорадо, САЩ, 1972
- „Завесата“, Колорадо, САЩ, 1972
- „Завесата“, Колорадо, САЩ, 1972
- „Чадърите“, Япония, 1991
- „Вратите“, Сентръл парк, Ню Йорк, 2005
- „Вратите“, Сентръл парк, Ню Йорк, 2005
- „Вратите“, Сентръл парк, Ню Йорк, 2007
- „Плаващите кейове“, Лаго д'Изео
- „Плаващите кейове“, сн. от въздуха
- „Мастаба“, Лондон

## Отличия
- (1973) Номиниран за „Оскар“ за най-добър кратък документален филм.
- „Doris C. Freedman Award for Public Art“[23]
- (2004) Награда за цялостен принос в съвременната скулптура на Международния център по скулптура в Хамилтън, Ню Джърси, САЩ[24]
- (2008) Отличен с почетен диплом от колежа „Франклин и Маршал“ в Пенсилвания.
- (2011) Кристо и Жан-Клод са избрани за членове на Националната академия по дизайн в Ню Йорк.[25]
- (2014) Кристо става 49-ия носител на наградата „Теодор Хойс“[26]

## Филми
- Christo in Paris (1990), документален филм за опаковането на моста Пон Ньоф в Париж.

### Статии
След кончината на Жан-Клод
- „Jeanne-Claude dies aged 74“, The Guardian, 19 ноември 2009 ((en))
- Marcus Williamson, „Jeanne-Claude: Artist celebrated with her husband Christo for the pair's large-scale public artworks“, The Independent, 25 ноември 2009 ((en))
- „Jeanne-Claude“, Daily Telegraph, 20 Nov 2009 ((en))
- Меган О'Рурк, „Кристо без Жан-Клод“, в. „Култура“, бр. 14 (2632), 15 април 2011 (превод от WSJ. Magazine, 24 март 2011)

По повод 80-годишнината на Христо Явашев
- Лъчезар Бояджиев, „Christo & Jeanne-Claude – красотата (ваша), парите (техни), публичността (обща)“, в. „Култура“, бр. 23 (2815), 12 юни 2015
- Ангел Ангелов, „Творчеството на Кристо (Явашев) в България: интерпретации и идеологеми“, в. „Култура“, бр. 23 (2815), 12 юни 2015
- Кирил Василев, „Кристо като част от масовата култура и преди това“, в. „Култура“, бр. 23 (2815), 12 юни 2015
- Библиография за Кристо (Явашев), в. „Култура“, бр. 23 (2815), 12 юни 2015

### Творби
- Christo and Jeanne-Claude in the Vogel Collection at the National Gallery of Art Архив на оригинала от 2006-11-08 в Wayback Machine. ((en))
- Изложби на Кристо и Жан-Клод в artfacts.net ((en))
- The Gates @ Central Park: Community blogging project about Christo's February 2005 NYC art installation. ((en))
- Wrapped Snoopy House at the Schulz Museum, 2004 ((en))
- Реализирани проекти на Кристо и Жан-Клод на официалния им сайт ((en))
- Проект Over the River от 2006 – 2007 ((en))
- Kelly Crow, Christo vs Colorado, The Wall Street Journal, 10 септември 2010 ((en))
- Снимки от фотографа Wolfgang Volz Архив на оригинала от 2015-12-02 в Wayback Machine. ((en))
- Le Pont Neuf emballé, 1985. Photos: Eric Baudelet ((fr))
- Иван Белчев, Плаващите кейове, 2016 г., ambicia.com, бр. 10, юли 2016

### Интервюта
- „Изкуството е над всичко“, интервю с Кристо на Даниел Ненчев, в. „Капитал“, 11 септември 2015
- Интервю с Christo & Jeanne-Claude, Journal of Contemporary Art, 1996 ((en))
- „Кристо на 75“ (видео), интервю на Тома Томов, БНТ, 6 юни 2010